# Maison du Maure
La « Maison du Maure » (De Moor en néerlandais) est une ancienne maison médiévale qui fut démolie en 1444 pour faire place à l'aile droite de l'hôtel de ville de Bruxelles en Belgique.

## Historique
L'hôtel de ville de Bruxelles fut construit en deux temps : l'aile gauche fut construite de 1401 à 1421 en remplacement de l'ancienne maison des échevins tandis que l'aile droite fut édifiée de 1444 à 1449.
L'édification de l'aile droite impliqua la démolition en 1444 de trois maisons appelées De Scupstoel, 's Papenkeldere et De Moor, ce que l'on peut traduire par « Maison de l'Estrapade », « Maison de la Cave aux Moines » et « Maison du Maure ».
La « Maison du Maure » et ses deux voisines n'existent plus mais leur souvenir est perpétué par les sculptures qui ornent la galerie ouest de l'hôtel de ville. Ces sculptures sont dues à l'école bruxelloise de sculpture qui « atteignait son plein épanouissement au XVe siècle, au moment où il s'agissait de tailler dans la pierre d'innombrables statues, socles, dais, chapiteaux et culs-de-lampe » pour le nouvel hôtel de ville qui remplaçait l'ancienne chambre échevinale en bois.

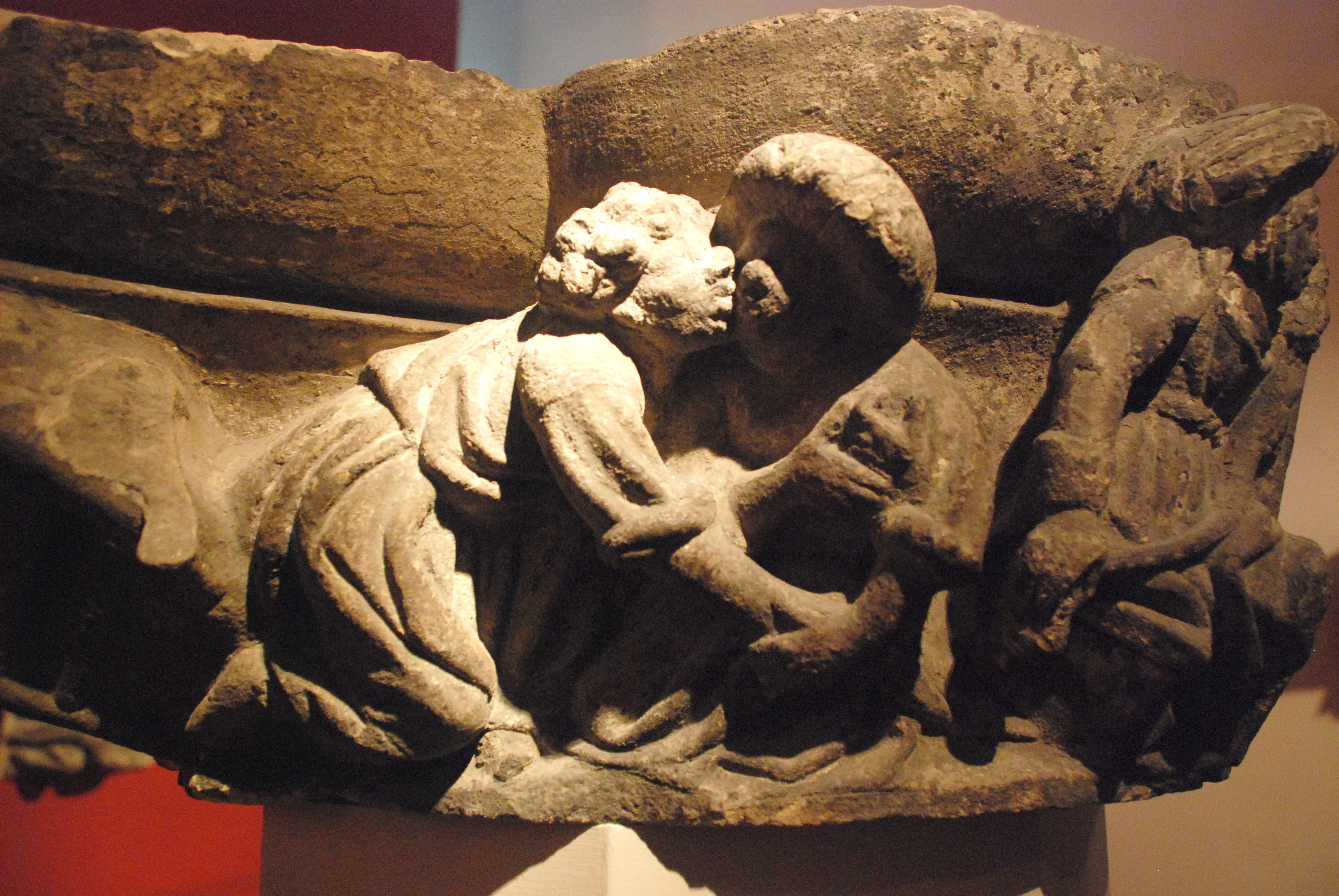
Le chapiteau original très dégradé, conservé au Musée communal, dans la Maison du Roi
(scène de harem)

## Description

### La maison et le chapiteau du maure
La galerie ouest de l'hôtel de ville comprend six arcades : chacune des trois maisons disparues est représentée symboliquement par deux arcades et une colonne portant un chapiteau qui évoque le nom de la maison.
La « Maison du Maure » est représentée par les deux arcades situées à l'ouest de l'aile droite, contre la tour d'angle qui borde la rue de la Tête d'Or.
Ces deux arcades reposent sur deux piliers carrés et sur une colonne ronde surmontée d'un beau chapiteau figurant un maure endormi armé d'un cimeterre entouré, à gauche, d'une mère berçant un enfant et en allaitant un autre et, à droite, de scènes de harem.
Le chapiteau est attribué à un atelier bruxellois actif vers 1445-1450. Très dégradé, il a été refait au XIXe siècle et son original est conservé au Musée de la ville de Bruxelles, dans la « Maison du Roi » située juste en face.
|  |  |  |

### Les culs-de-lampe
Le mur du fond de la galerie est orné de deux culs-de-lampe historiés représentant, à gauche, un maure enturbanné jouant du tambour et, à droite, un maure armé d'un cimeterre mettant un genou en terre.
|  |  |

### Les clés de voûte
La voûte de la galerie, en briques rouges, présente des nervures en pierre blanche ornées de clés de voûte en terre cuite représentant des têtes de maures. On notera que la « Maison du Maure » ne compte que sept clés de voûte alors que ses voisines en comptent neuf : ceci est dû au fait que la travée de droite est plus étroite à cause de la présence de la tour d'angle de l'hôtel de ville. 
|  |  |

### La transition avec la Maison de la Cave aux Moines
La limite entre la « Maison du Maure » et la « Maison de la Cave aux Moines » est marquée par un cul-de-lampe humoristique où un moine et un maure consultent ensemble un même livre.

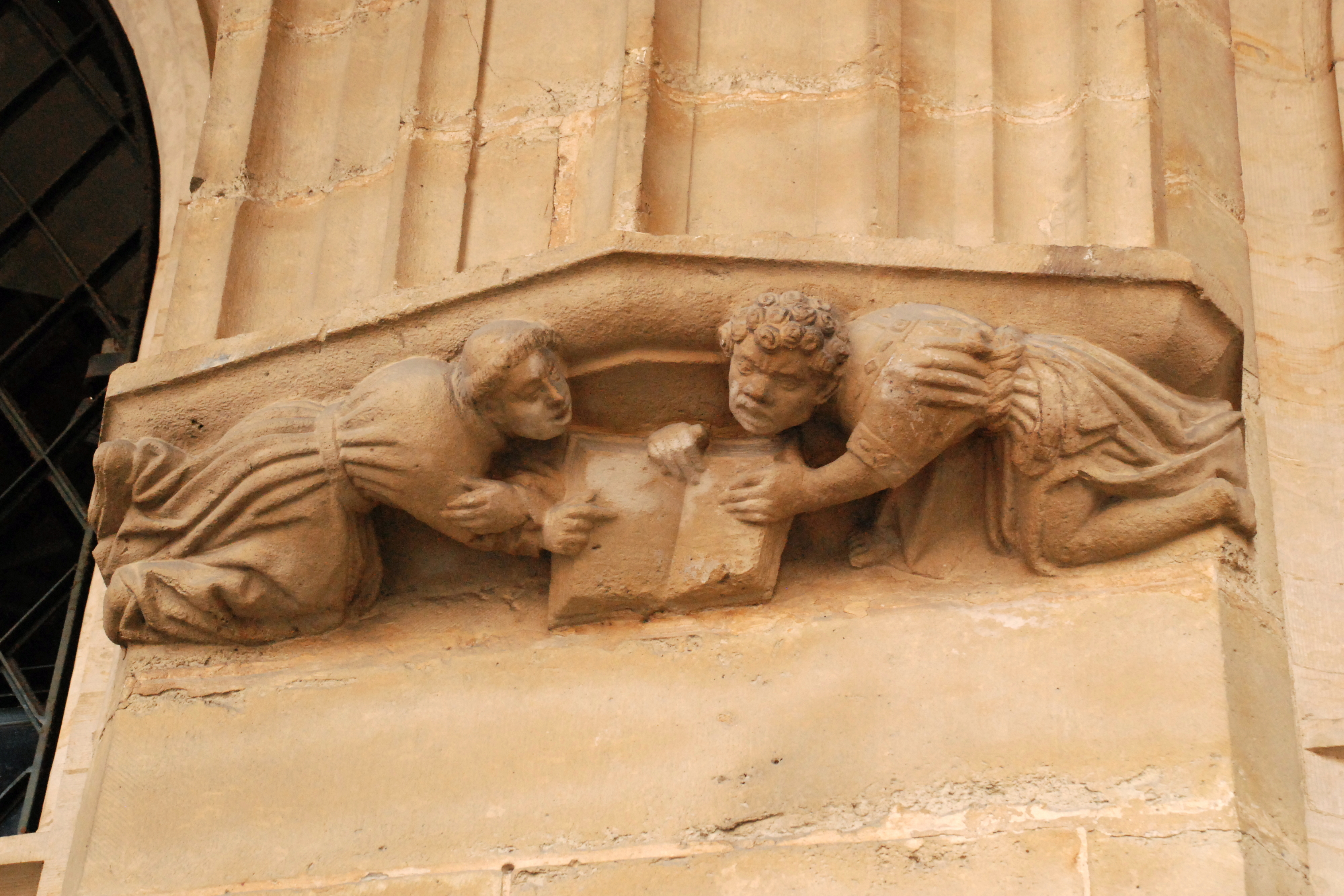
Moine et Maure